# Vivez l'aventure
Vivez l'aventure : la collection aux 100 défis (letteral. "Vivi l'avventura, la raccolta con cento sfide", già in passato nota come Livre jeu, vivez l'aventure, "Libro gioco, vivi l'avventura") è una raccolta di fumetti composti come libri-giochi pubblicata dalle Éditions Gründ. I primi sette volumi sono la traduzione della serie Choose Your Own Challenge Gamebook di Patrick Burston, pubblicata da Candlewick Press (Stati Uniti). I seguenti volumi sono stati scritti da Jean-Luc Bizien.
Ogni doppia pagina faccia a faccia rappresenta una situazione, con un testo descrittivo e una scelta offerta al lettore. A seconda della scelta, il lettore leggerà una data doppia pagina e non la doppia pagina successiva. La lettura quindi non avviene secondo l'ordine delle pagine, ma secondo l'ordine indicato dal testo. Ogni lettore potrà fare scelte diverse, quindi ci sono diversi possibili sviluppi nella storia.
Nel 2004 è uscito il primo volume di Mes premiers Vivez l'aventure ("La mia prima esperienza vivendo l'avventura"), che sarebbe diventata la raccolta delle Cinquante Surprises ("50 sorprese"), di Jean-Luc Bizien ed Emmanuel Chaunu.
L'editore offre una scheda didattica da scaricare per utilizzare l'album La Pyramide aux 100 mystères ("La Piramide dei Cento Misteri"), rappresentante in maniera visionaria la scoperta della civiltà egizia.

## Lista
Un breve elenco delle opere pubblicate per la collana:
- La Jungle aux 100 périls;
- La Planète aux 100 pièges;
- Le Château aux 100 oubliettes;
- La Fête aux 100 maléfices;
- Le Vaisseau aux 100 pirates;
- Le Jardin aux 100 secrets;
- L'Île aux 100 squelettes;
- La Cité aux 100 mystères;
- La Forêt aux 100 sortilèges;
- La Tour aux 100 menaces;
- La Vallée aux 100 prodiges;
- L'Océan aux 100 abîmes;
- La Pyramide aux 100 malédictions;
- Le Cirque aux 100 prouesses;
- La Citadelle aux 100 tours;
- La Mer aux 100 défis;
- La Librairie aux 100 trésors;
- Le Palais aux 100 festins;
- La Machine aux 100 voyages;
- La Colline aux 100 fées;
- Le Carnaval aux 100 masques;
- L'École aux 100 farces;
- Le Désert aux 100 mirages;
- L'Égypte aux 100 complots;
- L'Ordinateur aux 100 romans;
- Le Drakkar aux 100 Vikings;
- Le Train aux 100 suspects;
- Venise aux 100 suspects;
- Le Match aux 100 buts;
- La Montagne aux 100 pistes;
- Les 100 Dragons de Viviane;
- Les 100 Chevaliers d'Arthur;
- Les 100 Charmes de Merlin;
- 100 Athlètes sur le mont Olympe (ill. Éric Bizien, 2012, ISBN 978-2-324-00146-8);
- 100 Menaces au royaume des Nains (ill. Emmanuel Saint, 2012, ISBN 978-2-324-00122-2);
- Le Samouraï aux 100 défis;
- La Jungle aux 100 pièges;
- La Pyramide aux 100 mystères.

Nel 2012 la Gründ ha ristampato alcuni libri sotto forma di raccolta di tre avventure in piccolo formato:
- (FR) Jean-Luc Bizien, Les Aventures de tous les dangers, collana Compilation “Vivez l'aventure”, illustrazioni di Didier Graffet e Caroline Picard, Paris, Éditions Gründ, maggio 2012,  p. 128, ISBN 978-2-324-00258-8.
- (FR) Jean-Luc Bizien, Légendes de la Table ronde, collana Compilation “Vivez l'aventure”, illustrazioni di Julien Delval ed Emmanuel Saint, Paris, Éditions Gründ, giugno 2012,  p. 128, ISBN 978-2-324-00520-6.
- Les 100 Charmes de Merlin;
- Les 100 Chevaliers d'Arthur;
- Les 100 Duels de Lancelot.